# Abelharuco
Meropidae é uma família de aves coraciiformes que inclui os abelharucos, também conhecidos como abelheiro, abejaruco ou bejaruco, abelhuco, airute ou alrute, alderela, fulo, gralha ou gralho, lengue, melharouco ou melharuco, milharão ou milharós ou milheirós, pita-barranqueira ou pito-barranqueiro. O grupo inclui cerca de 26 espécies, classificadas em dois géneros. Os abelharucos distribuem-se pela Europa, África e Madagascar, sul da Ásia e Austrália. Em Portugal, são abundantes na zona do Alto Alentejo, nas zonas de montado. São aves migratórias que vivem a maior parte do ano em altitudes elevadas, migrando para zonas tropicais e subtropicais na época de reprodução. 

## Descrição
Os abelharucos são aves de pequeno a médio porte, com bico longo, comprimido lateralmente e um pouco curvado. A cauda é bem marcada e geralmente arredondada. A plumagem dos abelharucos é colorida, em tons de verde vivo com manchas de outras cores na zona da garganta, barriga e/ou dorso. Não há dimorfismo sexual notório.

## Distribuição ehabitat

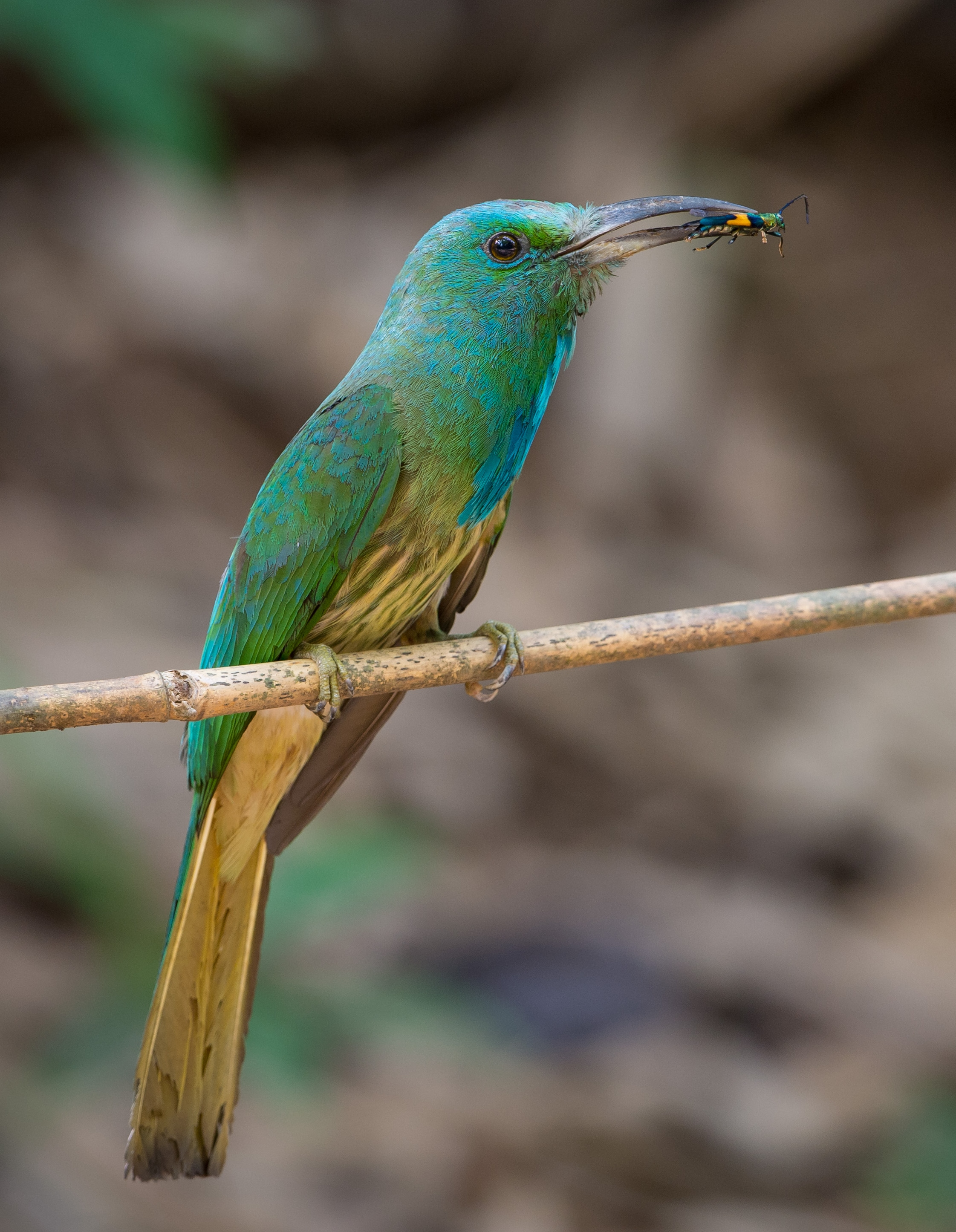
Nyctyornis athertoni está associado às florestas, onde se alimenta em suas bordas.

Os abelharucos têm distribuição no Velho Mundo, ocorrendo da Europa à Austrália. O centro de diversidade da família é a África, embora várias espécies também ocorram na Ásia. Espécies únicas ocorrem tanto na Europa (o abelharuco-europeu), como também na Austrália (o abelharuco-do-arco-íris) e em Madagascar (o abelharuco-oliva, também encontrado na África continental). Dos três gêneros, Merops, que possui a maioria das espécies, ocorre em toda a distribuição da família. Nyctyornis está restrito à Ásia, variando da Índia e sul da China às ilhas indonésias de Sumatra e Borneu. O gênero Meropogon tem uma única espécie restrita a Sulawesi na Indonésia.
Os abelharucos são bastante indiscriminados na escolha do habitat. Seus requisitos são simplesmente um poleiro elevado de onde observar as presas e um substrato de solo adequado para cavar sua toca de reprodução. Como suas presas são totalmente capturadas com as asas, eles não dependem de nenhum tipo de vegetação. Uma única espécie, o abelharuco-azul, é encontrada dentro da floresta tropical fechada, onde forrageia perto do solo com pouca luz nos espaços entre grandes árvores. Seis outras espécies também estão intimamente associadas à floresta tropical, mas ocorrem em habitats limítrofes, como ao longo de rios, em clareiras de queda de árvores, árvores penduradas em ravinas ou em copas de árvores emergentes acima do dossel principal.
As espécies que se reproduzem em áreas subtropicais ou temperadas da Europa, Ásia e Austrália são migratórias. Os abelharucos europeus que se reproduzem no sul da Europa e na Ásia migram para o oeste e sul da África. Outra população da mesma espécie procria na África do Sul e na Namíbia; essas aves movem-se para o norte após a reprodução. Na Austrália, o abelharuco-arco-íris é migratório nas áreas ao sul de sua distribuição, migrando para a Indonésia e a Nova Guiné, mas ocorre durante todo o ano no norte da Austrália. Várias espécies de abelharucos são migrantes intra-africanos; o abelharuco, por exemplo, se reproduz na borda sul do Saara e invernos mais ao sul na floresta equatorial. A migração mais incomum é a do abelharuco-carmim do sul, que tem uma migração de três estágios; depois de se reproduzir em uma banda entre Angola e Moçambique, ele se move para o sul para Botswana, Namíbia e África do Sul antes de se mover para o norte para seus principais campos de inverno no norte de Angola, Congo e Tanzânia.

## Taxonomia

### Espécies
A família dos abelharucos contém as seguintes 31 espécies:
| Imagem | Gênero                           | Espécies viventes |
| ------ | -------------------------------- | --- |
|        | Nyctyornis Jardine & Selby, 1830 | - Abelharuco-de-barba-vermelha - Nyctyornis amictus - Abelharuco-de-barba-azul - Nyctyornis athertoni |
|        | Meropogon Bonaparte, 1850        | - Abelharuco-de-barba-púrpúra - Meropogon forsteni |
|        | Merops Linnaeus, 1758            | - Abelharuco-de-cabeça-preta - Merops breweri - Abelharuco-de-cabeça-azul - Merops muelleri - Abelharuco-de-bigodes - Merops mentalis - Abelharuco-preto - Merops gularis - Abelharuco-de-cauda-forcada - Merops hirundineus - Abelharuco-pequeno - Merops pusillus - Abelharuco-de-peito-azul - Merops variegatus - Abelharuco-etíope - Merops lafresnayii - Abelharuco-montês - Merops oreobates - Abelharuco-de-garganta-vermelha - Merops bulocki - Abelharuco-de-testa-branca - Merops bullockoides - Abelharuco-somali - Merops revoilii - Abelharuco-de-garganta-branca - Merops albicollis - Abelharuco-de-böhm - Merops boehmi - Abelharuco-verde-africano - Merops viridissimus - Abelharuco-verde-árabe - Merops cyanophrys - Abelharuco-verde-asiático - Merops orientalis - Abelharuco-persa ou abelharuco-de-bochecha-azul - Merops persicus - Abelharuco-malgaxe - Merops superciliosus - Abelharuco-de-cauda-azul - Merops philippinus - Abelharuco-australiano - Merops ornatus - Abelharuco-de-garganta-azul - Merops viridis - Abelharuco-filipino - Merops americanus - Abelharuco-de-cabeça-castanha - Merops leschenaulti - Abelharuco-europeu - Merops apiaster - Abelharuco-rosado - Merops malimbicus - Abelharuco-núbio - Merops nubicus - Abelharuco-carmim - Merops nubicoides |

## Ecologia e comportamento
Os abelharucos são diurnos, embora algumas espécies possam migrar durante a noite se o terreno do trajeto não for adequado para parar ou se estiverem atravessando o mar. São aves altamente sociais, e casais quando empoleirados juntos geralmente estão tão próximos que se tocam. Muitas espécies são coloniais na época de reprodução e algumas outras também são altamente gregárias quando não estão fazendo ninhos. 

### Alimentação
Os abelharucos têm uma alimentação baseada em insectos, principalmente abelhas e vespas, como o seu próprio nome comum do grupo indica. As presas são caçadas em voo e antes de ingerir a sua refeição, o abelharuco retira o ferrão do insecto esmagando-o contra uma superfície dura. 
O grupo tem hábitos gregários e forma geralmente colónias, embora algumas espécies vivam isoladas ou em casais. Os ninhos são escavados em margens de rios, ou reciclados de tocas de outros animais. As posturas contêm entre 2 a 6 ovos brancos e os juvenis recebem os cuidados parentais de ambos os progenitores.

## Na cultura
Os abelharucos foram mencionados por escritores antigos como Aristóteles e Virgílio, que aconselharam os apicultores a matar os pássaros. Aristóteles sabia que os abelharucos aninhavam-se no final de túneis de até 2 metros de comprimento e do tamanho de sua embreagem. Ele disse que os adultos em nidificação eram alimentados por seus próprios filhotes, com base na ajuda real observada no ninho por pássaros aparentados. Na mitologia grega, o Theban Botres foi fatalmente atingido por seu pai quando profanou o sacrifício ritual de um carneiro ao deus Apolo, provando o cérebro da vítima. O deus teve pena dele, transformando-o em abelharuco.
Os antigos egípcios acreditavam que os abelharucos tinham propriedades médicas, prescrevendo a aplicação de gordura de abelha para deter moscas que picam e tratando os olhos com a fumaça das patas de abelha para curar uma doença feminina não especificada.
No hinduísmo, acreditava-se que a forma do pássaro em voo se assemelhava a um arco, com o bico longo como uma flecha. Isso levou a um nome sânscrito que significa "arco de Vishnu" e uma associação com deuses arqueiro. Acreditava-se que os traficantes de escândalos reencarnavam como comedores de abelhas, por causa do veneno metafórico que carregavam em suas bocas. 
Representações na arte clássica são raras para pássaros tão impressionantes. O único exemplo conhecido do Egito Antigo é um relevo, provavelmente de um pequeno abelharuco verde, em uma parede do templo mortuário da Rainha Hatshepsut, e um mural romano antigo representando abelhões de bochechas azuis foi encontrado na vila de Agripina. Os abelharucos  foram retratados em selos postais de pelo menos 38 países, sendo os abelharucos europeu e carmim os assuntos mais comuns, com 18 e 11 países, respectivamente.